# غلسه بيرسل
غُلسه شنر بيرسل (بالتركية: Gülse Birsel)‏ (ولدت في 11 مارس عام 1971 في مدينة إسطنبول -)؛ صحفية تركية، وروائية، ومذيعة، وممثلة، وكاتبة سيناريو ومنتجة.

## تعليمها
درست غلسه شنر بيرسل في مدرسة بيوغلو الثانوية بالأناضول. وذهبت للمدرسة النبيلة بسويسرا لمدة ثلاثة أشهر في العطلة الصيفية بالصف الأخير بالمدرسة الثانوية. حيث تأتي الفتايات من أمريكا الجنوبية، وأوروبا والشرق الأوسط لهذه المدرسة لأنها «ذلك المكان التي يمكن أن تتعلم به العديد من الأشياء التي لا يمكن أن تصادفها في حياتك» مثل «تنظيم الأزهار قبل إعداد الطعام لمدة عامين وكيف تتحدث مع أمير أوروبا الغربية ؟ وكيف تستقبل أمير الشرق الأوسط ؟».
و واصلت غلسه شنر تعليمها الجامعي بقسم الإقتصاد بجامعة البوسفور. وكان لدى غلسه شنر شغف كبير بالصحافة في السنة الثانية بالجامعة. وبدأت العمل كمرسلة في المجلة اليومية أكتويل. وبعد أن تخرجت غلسه شنر من الجامعة أكملت دراستها العليا في مجال السينما في جامعة الولايات المتحدة الأمريكية، وكولومبيا ونيويورك خلال أعوام 1994 – 1996.

## الصحافة–النشر
عادت غلسه شنر بيرسل لتركيا في عام 1996 وكتبت نشرات أخبار الصباح على قناة التلفزيون التركي لمدة ثلاثة أشهر. ثم بعد ذلك كانت مديرة للمطبوعات بمجلة «اسكواير» لمدة عام. ثم أصبحت مديرة للمطبوعات بمجلة «هاربرز بازار». وفي الوقت نفسه عملت في مجلات «بازار جيلين والبرتقال». وخلال أعوام 2001 و2002 كانت غلسه شنر مشرفة على النشر بمجلات هاربرز بازار، و«إف إتش إم»، والمنزل الجميل والنزهة. وفي ديسمبر عام 2001 بدأت في كتابة مقالات بالعمود في جريدة الصباح حيث أنها مازالت تعمل بها.
وفي مارس عام 2003 نشرت غلسه شنر حتى الآن خمس أعمال مثل أول كتاب لها وهو «أنا جدي للغاية» حيث أنه يشتمل على مقالاتها بالعمود وبعض نصوص «جي أيه جي». كما أنها كتبت كتب سهلة القراءة وساخرة ومرحة وبها روح الدعابة بصفة عامة. وصرحت غلسه بالآتي عن كيفية قراءة كتبها «تكون الليالي أكثر ابتهاجاً من النهار من حيث شغف الذهن. أترك نفسي لتدفقه وعندما تتجلى بلاغته أضغط على مفاتحه فقط. في الواقع هذه أشياء تبادر ذهن كل إنسان لكنني أجلس وأكتب وانا على وعي تماماً».
صرحت غلسه شنر بيرسل بأنها تفضل الكتابة عن الكلام بصفة عامة وقالت الآتي «أفضل الكتابة ألف مرة. في الواقع أنا خجولة للغاية. قد أتحدث بشكل مريح للغاية مع الناس الذين أثق بهم وأحبهم للغاية. وكما يمكنني أن ألقي الدعابات عليهم أيضاً. لكن بخلاف ذلك أنا غير ودودة. لكن تشعر نفسي بالثقة أكثر عند الكتابة.». فهي تريد أن تذيع حتى مقابلاتها.
بشكل خطي.

## التلفزيون–السينما
كان أول ظهور لغلسه شنر بيرسل على شاشات التلفزيون بتأليفها لنص البرنامج الإعلاني – الكوميدي – النقدي «جي أيه جي» حيث أنها قدمته أيضاً وبُث في التلفزيون التركي في مارس عام 2002.
و ألفت غلسه شنر مسلسل «الجانب الأوروبي» ومثلته حيث أنه بدأ بثه على شاشاة التلفزيون التركي في مارس عام 2004. وأنهت المسلسل في يونيو عام 2009 حيث أنه يتألف من مئة وتسعون حلقة. وكان تمثيلها ناجح للغاية في هذا المسلسل. وحطم المسلسل الرقم القياسي في عدد المشاهدات بتركيا ونشر العديد من الأهداف للجمهور. وعلاوة على ذلك، كان لها دوراً في العديد من الإعلانات التلفزيونية حيث أنها كانت تروج للعديد من العلامات التجارية مثل تركسل، وويرل بول وتي تي نت.
وقامت غلسه شنر بدور بينور في الفيلم السينمائي «هناك لص» حيث أنه أصدر عام 2005 كأول مشروع فيلم روائي طويل. وعلاوة على ذلك جسدت شخصية «صافيناز» في فيلم «هرمز وزوجاته السبعة» الذي أصُدر في عام 2009.
وفي عام 2002 عادت مرة أخرى على شاشات التلفزيون بمسلسل «العالم الكاذب» حيث أنها كتبت السيناريو الخاص به ومثلته مع فنانون مثل «ألتان إرككلي، وبايزيد أوزتورك وأولجُن شيمشيك» حيث أنها قد اختارت طاقم الممثلين بنفسها.

## حياتها الخاصة
لا يوجد الكثير من المعلومات عن حياة الفنانة الخاصة حيث أنها لا ترغب في الحديث عن حياتها الخاصة. فلدى غلسه شنر أخُ أكبر منها بخمسة عشر عاماً وأخت أكبر منها بثلاثة عشر عاماً وهي أصغر ابنة بهم. تشكل اسمها من أول مقاطع بأسماء أبيها وأمها حيث أن اسم والدها هو جولتكين واسم أمها هو سميحة. قالت غلسه شنر بيرسل بشأن هذا الموضوع " أن والدها وأمها عندما كانت طفلة قالوا " دعونا نستخدم قدرتنا على الإبداع ". وتزوجت في عام 1999 بمراد بيرسل الصحفي والممثل التلفزيوني حيث أن عائشة عرمان قدمته لها بمدينة كان بفرنسا. ولم تكن غلسه متحمسة لإنجاب أطفال لأنها كانت ترى ذلك بأنه لا يتوافق مع شخصيتها وأن هذا لا يناسبها بأن تكون أم. وصرحت في كتاب " إلى أي الرحلة يا سيدتي " الآتي " أحب أكل السوشي للغاية. وأعيش في نيشانتاشي. ولكنني ليس سعيدة في العيش في نيشانتاشي وأن نيشانتاشي هذه قد تقضِي عليا ". وفد اسُند إليها حمل شعلة أولمبياد بكين لعام 2008 في شيشلي بإسطنبول لأنها حضرت احتفالات حمل شعلة دورة الألعاب الأولمبية.
و أعربت في الحديث الصحفي التي أدلت به لصحيفة الجمهورية عن الآتي «أنا مولعة بالعمل الذي أقوم به وأحبه للغاية. ومن الرائع بأن لا يصغى المخرجين لهذا. لكنني سأدفع الثمن تقريباً».

## كتبها
- «أنا جدي للغاية»[12] ISBN 975-331-588-0
- «لا أزال على محمل الجد» [12] ISBN 975-331-424-8
- «إلى أين الرحلة يا سيدتي»[13] ISBN 975-331-778-6
- «حتماً أنا جدي» [14] ISBN 978-605-5596-15-6

صرحت غلسه شنر بيرسل كثيرا بأنها لا ترغب في العمل السياسي والعمل السياسي الساخر. وأنها تسيس في الكتاب قضية جنوب شرق التي توجد في تركيا في تلك الفترة وأنها تسيس أيضا الفكاهة من خلال الفوضى الناجمة عن الأزمات العالمية والإقليمية المشهودة.
- «المصيف» [15] ISBN 978-605-4505-04-3

## مسيرتها السينمائية
| العام | الاسم               | الدور   | ملحوظات |
| ----- | ------------------- | ------- | ------- |
| 2004  | هناك لص             | بينور   |         |
| 2009  | هرمز وزوجاته السبعة | صافيناز |         |

## مسيرتها التلفزيونية
| العام       | الاسم              | الدور             | ملحوظات               |
| ----------- | ------------------ | ----------------- | --------------------- |
| 2003        | للأسف زوجها السابق | نيلوفر            |                       |
| 2004 - 2009 | الجانب الأوروبي    | أصلي سوتتشو أوغلو | ممثل - كاتب السيناريو |
| 2009        | يا قلبي            |                   | ممثل ضيف              |
| 2012        | العالم الكاذب      | دنيز ألسانجك      | ممثل وكاتب السيناريو  |

## وصلات خارجية
- غلسه بيرسل على موقع IMDb (الإنجليزية)
- غلسه بيرسل على موقع ألو سيني (الفرنسية)
- غلسه بيرسل على موقع ميوزك برينز (الإنجليزية)
- غلسه بيرسل على موقع قاعدة بيانات الفيلم (الإنجليزية)
- غلسه بيرسل على موقع كينوبويسك (الروسية)
- غلسه بيرسلفي Internet Movie Database
- غلسه بيرسلفي السينما التركية.